# Heinrich IV. (Luxemburg)
Heinrich IV., genannt der Blinde, (* 1112; † 14. August 1196 in Echternach) war von 1136 bis 1196 Graf von Luxemburg, von 1139 bis 1188 Graf von Namur, von 1152 bis 1194 Graf von La Roche und Graf von Durbuy von 1161 (?) bis 1194. Er war der Sohn Gottfrieds, Graf von Namur und von Ermesinde I. von Luxemburg, der Tochter von Konrad I., Graf von Luxemburg. Heinrich oder auf Luxemburgisch Heng de Blannen wurde im Jahre 1112 geboren und starb am 14. August 1196 zu Echternach.

## Übergang auf das Haus Namur
Nach dem Tode von Konrad I. 1086 wurde dessen Sohn Heinrich III. Graf, der starb 1096 ledig und kinderlos. Nachfolger wurde der zweite Sohn Konrads I., Wilhelm I. Als dieser 1131 starb, hinterließ er nur einen Sohn: Konrad II. Konrad II. starb jedoch bereits 1136, ohne Nachkommen zu hinterlassen. In der Rangfolge standen nun die beiden noch lebenden Nachkommen Konrads I.: Luitgard (1120–1170), die Schwester Konrads II., verheiratet mit Heinrich II. Graf von Grandpré, und Ermesinde, die Tochter Konrads I., die in zweiter Ehe mit Graf Gottfried von Namur (1068–1139) verheiratet war.
Konrad III., staufischer Gegenkönig zu Lothar III., übertrug daraufhin die Grafschaft Luxemburg an Heinrich den Blinden als dem ältesten Sohn des letztgenannten Ehepaares – womit er verhinderte, dass die Grafschaft an die französischen Grafen von Grandpré fiel, sowie die Ansprüche von Heinrichs älterem Halbbruder Hugo von Dagsburg gleichfalls überging.

## Herrschaft
Drei Jahre später, im Jahre 1139, übernahm Heinrich nach dem Tode seines Vaters auch die Grafschaft Namur. 1141 unterstützte er Albero II., Bischof von Lüttich, die belgische Ortschaft Bouillon von Rainald I., Graf von Bar zurückzuerobern.
Als Graf von Luxemburg war er auch Vogt der Abteien St. Maximin von Trier und der Reichsabtei Echternach. Dadurch kam es, wie auch schon bei seinem Vorgänger, zu Auseinandersetzungen mit dem Erzbischof von Trier. 1147 war er gezwungen auf die Abtei St. Maximin zu verzichten. Nach dem Tode von Erzbischof Adalberon von Munsterol 1152 meldete er seine Ansprüche jedoch wieder an. Der neue Erzbischof Hillin von Fallemanien überließ ihm daraufhin 1155 als Ausgleich die Stadt Grevenmacher.
1157 heiratete Heinrich Laurette von Elsass († 1175), Tochter von Dietrich von Elsass, Graf von Flandern und Sybille von Anjou. 1163 trennten sie sich aber wieder. Da er aber zu diesem Zeitpunkt kinderlos war, setzte er seinen Schwager Balduin IV. von Hennegau, der mit seiner Schwester Alix verheiratet war, als Erben ein. Mit ihm zusammen führte er 1170 und 1172 zwei Kriege gegen den Grafen Heinrich III. von Limburg.
1171 heiratete er Agnes von Geldern, Tochter von Heinrich, Graf von Geldern und von Agnes von Arnstein. Auch diese Verbindung brachte keinen Erben hervor, so dass er auch seine zweite Frau verstieß (1184). Als er jedoch schwer erkrankte und erblindete, nahm er sie wieder zurück. 1186 bekamen sie dann eine Tochter, Ermesinde. 
Diese Geburt stellte Heinrichs Erbschaftsplanung in Frage: Er war der Überzeugung, dass sein Versprechen an Balduin IV. hinfällig war. Da Heinrich schon 76 Jahre alt war, verlobte er seine Tochter – auch um sie zu schützen – im Alter von zwei Jahren mit Heinrich von Champagne (1166–1197).
Balduin V. hatte inzwischen das Erbe seines Vaters angetreten und wollte auch das diesem zugestandene Erbrecht behaupten. Kaiser Friedrich Barbarossa war daraufhin gezwungen zu schlichten:
- Balduin V. sollte die Grafschaft Namur,
- Ermesinde sollte die Grafschaften Durbuy und La Roche erben,
- Die Grafschaft Luxemburg sollte an den Kaiser fallen, da es keine männlichen Erben gab.

Heinrich von der Champagne wollte an den Kreuzzügen teilnehmen und verzichtete daher auf die Verlobung mit Ermesinde; sie wurde stattdessen mit Theobald I., Graf von Bar verlobt; die Hochzeit fand 1197 statt.
Heinrich der Blinde war wiederum zum Krieg mit Heinrich III. von Limburg gezwungen, erlitt jedoch am 1. August 1194 in Noville-sur-Mehaigne (bei Éghezée) eine schwere Niederlage.
Heinrich starb 1196 in Echternach und wurde in der Abtei Floreffe beigesetzt.